# 1st Australian Task Force
La 1.er Fuerza de Tarea Australiana (1st Australian Task Force (1 ATF)) dirigió las unidades del ejército de Australia y de Nueva Zelanda, desplazados en Vietnam del Sur entre 1966 y 1971. Su base se localizaba en Nui Dat, provincia de Phuoc Tuy. Mientras que la Fuerza de Tarea era principalmente responsable de la seguridad en la provincia de Phuoc Tuy, sus unidades y sus cuarteles, ocasionalmente se encontraban fuera de ésta.

## Organización
La organización variaba al momento de rotar las unidades australianas y neozelandezas a través de Vietnam, al igual que su número de elementos.
1 ATF típica consistía de:
- Cuartel de la Compañía, 1 ATF
- Dos o tres batallones de Infantería
- Un escuadrón de campo (Ingenieros)
- Un escuadrón APC (M113)
- Un escuadrón de Blindados ( Tanques Centurión)
- Un escuadrón del Special Air Service ( Australia y Nueva Zelanda.
- Un escuadrón de Señales
- 1.er Compañía de Logística de la Fuerza de Tarea Australiana (1st Australian Task Force Logistics Company)
- Vuelo de Reconocimiento 161
- Un Escuadrón n.º 9 de la RAAF (Real Fuerza Aérea Australiana)
- Dos compañías de rifles de Nueva Zelanda
- Una Batería de artillería de Nueva Zelanda
- Una tropa de SAS de Nueva Zelanda

El Equipo de Entrenamiento del Ejército Australiano Vietnam (Australian Army Training Team Vietnam) estaba separado del 1 ATF e informaba directamente a los cuarteles de la Fuerza Australiana Vietnam ubicados en Saigón, quienes proveían de apoyo administrativo a todas las fuerzas australianas en el sur de Vietnam.